# آرثر جرينفيل واشوب
القَائد السير آرثر جرينفيل واوتشوب، الحاصل (1 آذار 1874 - 14 أيلول 1947) كان جنديًا بريطانيًا ومسؤولًا استعماريًا.

## المسيرة العسكرية
تلقى تعليمه في مدرسة ريبتون، وتم تكليف واوتشوب بالانضمام إلى فوج المرتفعات في أرغيل وسوذرلاند في عام 1893. انتقل إلى الكتيبة الثانية من فوج بلاك ووتش في يناير 1896.
خدم في الحرب العالمية الأولى كقائد للكتيبة الثانية من الحرس الأسود في فرنسا وبلاد الرافدين. بعد الحرب انضم إلى اللواء السيليزي الثاني، وهو جزء من قوة سيليزيا العليا البريطانية، في ألمانيا. أصبح عضوًا عسكريًا في وفد خارجي إلى أستراليا ونيوزيلندا في عام 1923 ثم رئيس القسم البريطاني في لجنة السيطرة العسكرية المشتركة بين الحلفاء على برلين في عام 1924. تخلى عن هذا المنصب في آذار 1927. عُين قائدًا عامًا للفرقة 44 (مقاطعات الوطن) في عام 1927 وقائدًا عامًا لمنطقة أيرلندا الشمالية في عام 1929.  تمت ترقيته إلى رتبة ملازم أول في أيار 1931.

وكان آخر تعيين له هو المُفوض السامي والقائد الأعلى لفلسطين وشرق الأردن في عام 1931. وكانت إدارة واوكهوب متعاطفة بشكل عام مع التطلعات الصهيونية. بحلول عام 1941 م، كتب ألبرت مونتيفيوري هيامسون، كبير مسؤولي الهجرة السابقين في عهد الانتداب، في كتابه "فلسطين: سياسة"، أن "السنوات الأربع الأولى من ولايته [واكهوب] كانت ذروة التاريخ الصهيوني في فلسطين". لم تتضاعف الهجرة ثلاثة أضعاف فحسب (ازداد عدد السكان اليهود من ١٧٤,٦٠٦ إلى ٣٢٩,٣٥٨)، بل زاد اليهود أيضًا من حيازاتهم من الأراضي (في عام ١٩٣١، زادوا حيازاتهم من الأراضي بمقدار ١٨,٥٨٥ دونمًا أو ٤,٦٤٦ فدانًا، بينما زادوها في عام ١٩٣٥ بمقدار ٧٢,٩٠٥ فدانًا)، وأخيرًا، شهدت الأعمال والتجارة اليهودية طفرة اقتصادية؛ في ظل تصعيب التجارة للعرب. كما عمل على تعزيز الأشغال العامة ومشاريع الهندسة المدنية، لكن بعض زملائه السياسيين اعتبروه متساهلًا في المراحل الأولى من الثورة العربية. ومع ذلك، أشرف واوكهوب على الاعتقال الجماعي طوال فترة الثورة وسعى إلى فرض "العقاب الجماعي" على المدن والبلدات الفلسطينية. بلغ هذا ذروته في هدم البلدة القديمة في يافا في حزيران 1936، مما أدى إلى تشريد 6000 فلسطيني. تقاعد واشوب في عام 1938.

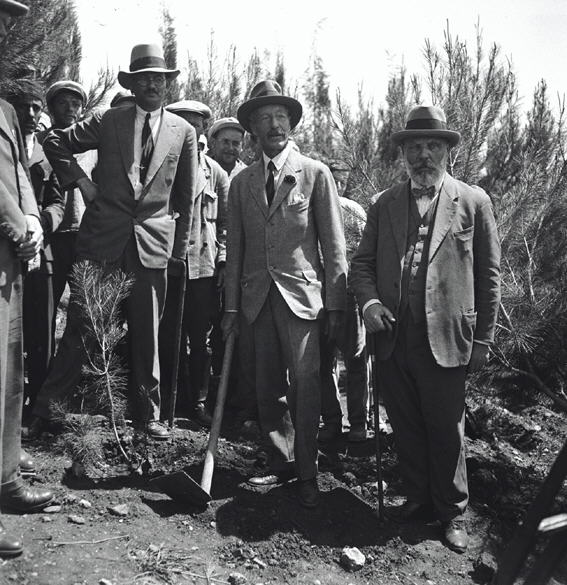
واوكهوب مع مناحيم أوسيشكين[الإنجليزية] في فلسطين، 1928
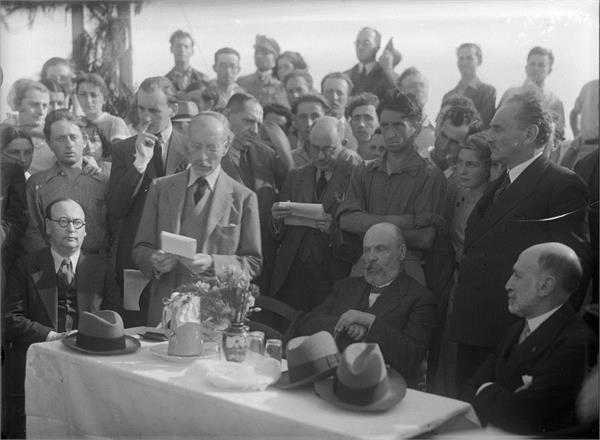
واوكهوب يتحدث في كفار هاحوريش[الإنجليزية] عام 1936